# Forsythia intermedia
Forsythia intermedia är en syrenväxtart som beskrevs av Hermann Zabel. Forsythia intermedia ingår i Forsythiasläktet som ingår i familjen syrenväxter. Inga underarter finns listade i Catalogue of Life.